# 利夏尼
49°59′35″N 26°54′58″E / 49.99306°N 26.91611°E
利夏尼（烏克蘭語：Ліщани），是烏克蘭西部的村莊，隸屬赫梅利尼茨基州的舍佩蒂夫卡區。該村始建於1850年，面積1.98平方公里，海拔高度272米，2001年人口752，人口密度每平方公里380人。